# أمير أباد (غرغان)
أمير أباد (بالفارسية: امیرآباد) هي قرية تقع في قسم انجيرآب الريفي (مقاطعة غرغان) في إيران. يقدر عدد سكانها بـ 4,119 نسمة .